# Stadion Guy Thys
Het Guy Thys Stadion (Frans: Stade Guy Thys) is een voetbalstadion in de Brusselse gemeente Etterbeek, vernoemd naar de meest succesvolle bondscoach van de Rode Duivels. Het stadion is de thuisbasis voor de club: Royal Racing Club Etterbeek (RRCE).

## Geschiedenis
Het Guy Thys Stadion is gebouwd na de renovatie van het gemeentelijke stadion in het jaar 2002. De werkzaamheden werden afgerond in 2003, hetzelfde jaar dat Guy Thys, een van België’s meest succesvolle voetbalbondscoaches, overleed. De burgemeester Vincent De Wolf (MR) heeft het stadion zijn huidige naam gegeven. De link tussen Etterbeek en Guy Thys begint in het jaar 2000. In datzelfde jaar werd het EK in Brussel gehouden. Een jeugdwerker van de gemeente, Christophe Gillis, had het idee om met de kinderen van de gemeenteschool een benefietnummer op te nemen voor het weeshuis Casa Hogar in Mexico, dat in 1986 werd opgericht door de toenmalige Rode Duivels en hun bondscoach Guy Thys. De opbrengsten van deze CD werden in 2002, hetzelfde jaar dat het stadion gebouwd werd, overhandigd aan Guy Thys, die hiervoor naar Etterbeek kwam.

## Faciliteiten
Het stadion heeft naast het kunstgrasveld ook een half-overdekte tribune met ruimte voor tweehonderd supporters, acht kleedkamers, sanitaire voorzieningen en een cafetaria met een terras.